# 費爾蒙童軍牧場
費爾蒙童軍牧場（英語：Philmont Scout Ranch）是鄰近新墨西哥州西馬隆的一處大型且崎嶇的山地牧場，佔地140,177畝（219平方英里；567平方公里），位處新墨西哥州北部落磯山脈中森格雷·德克里斯托山脈的廣大荒野。此牧場曾經是石油大王懷特·菲利普斯的財產，現在則是美國童軍的財產，為一處國家高級冒險基地，讓童軍與冒險童軍成員進行登山健行遠征與其他戶外活動。該牧場也是全球陸地上最大的青少年露營場所。每到6月8日至8月22日期間，大約22,000名童軍與成人服務員會穿越牧場內廣大的窮鄉僻壤地區，而超過1,130名季節性的工作人員會維持牧場在夏季的活動狀況。
費爾蒙童軍牧場同時也是費爾蒙訓練中心與西頓博物館（Seton Museum）的所在地。訓練中心主要設定為美國童軍的國家志工訓練計畫場所。費爾蒙也將此處當作牧場經營，飼養一小群的黃牛、馬、驢與野牛。
世界上唯一有紀錄的暴龍足跡，是在1993年的阿那薩其追蹤營（Anasazi Trail Camp）中，於該牧場邊界地帶的北龐尼爾峽谷（North Ponil Canyon）中發現，1994年正式確認。